# جورج فريدريك تومسون غريغوري
جورج فريدريك تومسون غريغوري هو قاضي ومحامي وسياسي كندي، ولد في 10 سبتمبر 1916، وتوفي في 14 أبريل 1973.